# 38628 Huya
Huya (38628 Huya) è un oggetto transnettuniano scoperto nel marzo 2000 da Ignacio Ramón Ferrín Vázquez e reso noto il 24 ottobre dello stesso anno. All'epoca della scoperta, Huya era il più grande oggetto transnettuniano mai individuato. L'Unione Astronomica Internazionale lo ha battezzato come Huya, divinità sudamericana della pioggia, nell'agosto 2003; in precedenza era noto tramite la designazione provvisoria 2000 EB173.

## Caratteristiche
Huya è stato inizialmente considerato un possibile pianeta nano, quando tale classe venne introdotta nel 2006, poiché le prime stime del suo diametro fornirono un valore compreso fra 290,105 e 648,694 km, con un valore probabile, in base all'albedo stimata, di circa 600 km, pari a un quarto di quello di Plutone; ciò rendeva Huya, all'epoca della scoperta, l'oggetto transnettuniano più grande dopo Plutone.
Studi successivi hanno permesso di ipotizzare che le dimensioni fossero in realtà più piccole e la superficie scura potrebbe implicare che non è mai collassato in un corpo solido e quindi non è mai stato in equilibrio idrostatico, requisito indispensabile per poterlo considerare pianeta nano.
Le stime del diametro, eseguite con tecniche radiometriche, stabilivano un valore di circa 406±16 km, mentre in seguito ad occultazione stellare, è stato stimato un diametro di 411±7,3 km.
La forma oblata, il periodo di rotazione e la densità apparente di Huya suggeriscono che non è in equilibrio idrostatico. Assumendo l'equilibrio idrostatico per Huya si prevede una bassa densità di 0,768 g/cm3, che a sua volta predirebbe una densità irrealisticamente alta per il suo satellite al fine di mantenere la stessa massa totale del sistema Huya. La mancanza di equilibrio idrostatico di Huya è prevista per le sue dimensioni, poiché il diametro limite inferiore per l'equilibrio idrostatico negli oggetti ghiacciati è stimato in circa 450 km. A queste dimensioni, ci si aspetta che l'interno ghiacciato di Huya sia altamente poroso, non avendo sperimentato un riscaldamento interno sufficiente per subire la fusione e la differenziazione.

## Orbita
L'orbita di Huya presenta un fenomeno di risonanza orbitale 3:2 con quella di Nettuno; l'oggetto è quindi classificato come plutino, una classe dinamica di oggetti con orbite simili a quella di Plutone.
Huya orbita attorno al Sole a una distanza media di 39,4 unità astronomiche (5,89 miliardi di chilometri), impiegando 247 anni per completare un'orbita intera.  
L'orbita di Huya è inclinata rispetto all'eclittica di 15,5 gradi, leggermente inferiore all'inclinazione orbitale di Plutone (17 gradi), ed è allungata con un'eccentricità di 0,28. A causa di ciò, la sua distanza dal Sole varia nel corso della sua orbita, da 28,5 au al perielio (distanza minima) a 50,3 au all'afelio (distanza massima). Come avviene a Plutone, la risonanza orbitale di Huya impedisce un avvicinamento a Nettuno. La distanza minima di intersezione dell'orbita (MOID) tra Huya e Nettuno è di circa 1,4 au, ma, a causa della risonanza, i due non si avvicinano mai a meno di 17 au l'uno dall'altro.
Huya ha superato il perielio nel dicembre 2014 e ora si sta allontanando dal Sole, avvicinandosi all'afelio entro il 2139. Dal 2019, Huya si trova a circa 28,8 au dal Sole, situato in direzione della costellazione dell'Ofiuco.  Le simulazioni del Deep Ecliptic Survey (DES) mostrano che Huya può acquisire una distanza al perielio (qmin) di 27,27 au nei prossimi 10 milioni di anni.

## Superficie
La superficie di Huya appare nettamente rosso scuro; è probabilmente ricoperta di composti organici di antica formazione.

## Satellite

Huya e il suo satellite ripresi dal Telescopio spaziale Hubble

Huya possiede inoltre un satellite naturale scoperto nel 2012 grazie alle riprese del Telescopio Hubble, che non ha ancora ricevuto un nome, formando con esso un sistema binario. Il satellite ha un diametro di circa 165–243 km, è separato dal planetoide principale da una distanza di circa 1900 km e gli orbita con un periodo di rivoluzione di 3,46 giorni.